# Łowczyk koralowy
Łowczyk koralowy (Todiramphus colonus) – gatunek średniej wielkości ptaka z rodziny zimorodkowatych (Alcedinidae). Jest endemitem wysp Luizjady, administracyjnie należących do Papui-Nowej Gwinei.

## Systematyka
Pierwszego naukowego opisu taksonu dokonał niemiecki ornitolog Ernst Hartert, nadając mu nazwę Halcyon sordidus colonus, czyli uznając go za podgatunek łowczyka ciemnogłowego. Opis ukazał się w 1896 roku w „Novitates Zoologicae”. Autor jako miejsce typowe wskazał grupę wysp Egum wchodzącą w skład Luizjadów. Obecnie łowczyk koralowy uznawany jest za osobny gatunek i zaliczany do rodzaju Todiramphus. Nie wyróżnia się podgatunków. Łowczyk koralowy jest blisko spokrewniony z łowczykiem obrożnym (T. chloris), za podgatunek którego dawniej go uznawano. Gatunki: łowczyk koralowy (T. colonus), łowczyk ciemnogłowy (T. sordidus), łowczyk atolowy (T. tristrami), łowczyk mariański (T. albicilla) i łowczyk plamkogłowy (T. sacer) zostały wyodrębnione z T. chloris na podstawie prac Andersen et al. (2015, 2018).

### Etymologia
- Todiramphus: rodzaj Todus Brisson, 1760 (płaskodziobek); gr. ῥαμφος rhamphos „dziób”[11].
- colonus: łac. colonus – „rolnik, farmer”[12].

## Morfologia
Średniej wielkości ptak o dużym, szerokim u nasady, czarnym dziobie, którego górna część jest nieco jaśniejsza, na dolnej szczęce, u nasady dzioba płowo-żółte przebarwienie. Nogi i stopy czarne. Tęczówki ciemnobrązowe. Nie występuje dymorfizm płciowy. Góra głowy ciemnozielona, poniżej czarna, dosyć wąska maska obejmująca nasadę dzioba, okolice oczu, uszy, rozciąga się wokół głowy i zwęża się z jej tyłu. Podgardle, gardło, szyja, kark, pierś, brzuch i boki białe podobnie jak Pokrywy podogonowe. Skrzydła zielone, ogon dosyć krótki, także zielony. Górne części ciała ciemnozielone.
Nie podano informacji o długości ciała i masie. Dla celów orientacyjnych dane dotyczące łowczyka ciemnogłowego z czasów, gdy łowczyk koralowy uznawany był za jego podgatunek: długość ciała 23–25 cm; masa ciała – samce 51–90 g, samice 54–100 g.

## Zasięg występowania
Łowczyk koralowy jest endemitem wysp Luizjady.

## Ekologia
Głównym habitatem łowczyka koralowego są nizinne lasy tropikalne, lasy mangrowe, zazwyczaj zamieszkuje obszary przybrzeżne. Jest gatunkiem osiadłym. Dieta tego gatunku jest bardzo bogata, na terenach przybrzeżnych składa się z krewetek i niewielkich krabów, stwierdzono także łapanie niewielkich rybek z rodzaju Periophthalmus, uzupełniana jest okazami owadów m.in.: cykad, chrząszczy, os, koników polnych, straszyków, motyli i ciem, a także pająków, skąposzczetów, żab, jaszczurek i niewielkich węży.